# オリホヴァヤ駅
オリホヴァヤ駅（オリホヴァヤえき、ロシア語: Ольховая）はモスクワ地下鉄・ソコーリニチェスカヤ線の駅である。

## 歴史
2019年6月20日に開業した。